# استمپویی
شهر استمپویی (به فرانسوی: Estaimpuis) در شهرستان تورنه  در استان انو  در منطقه فدرال والوون در کشور بلژیک واقع شده‌است.

## نگارخانه

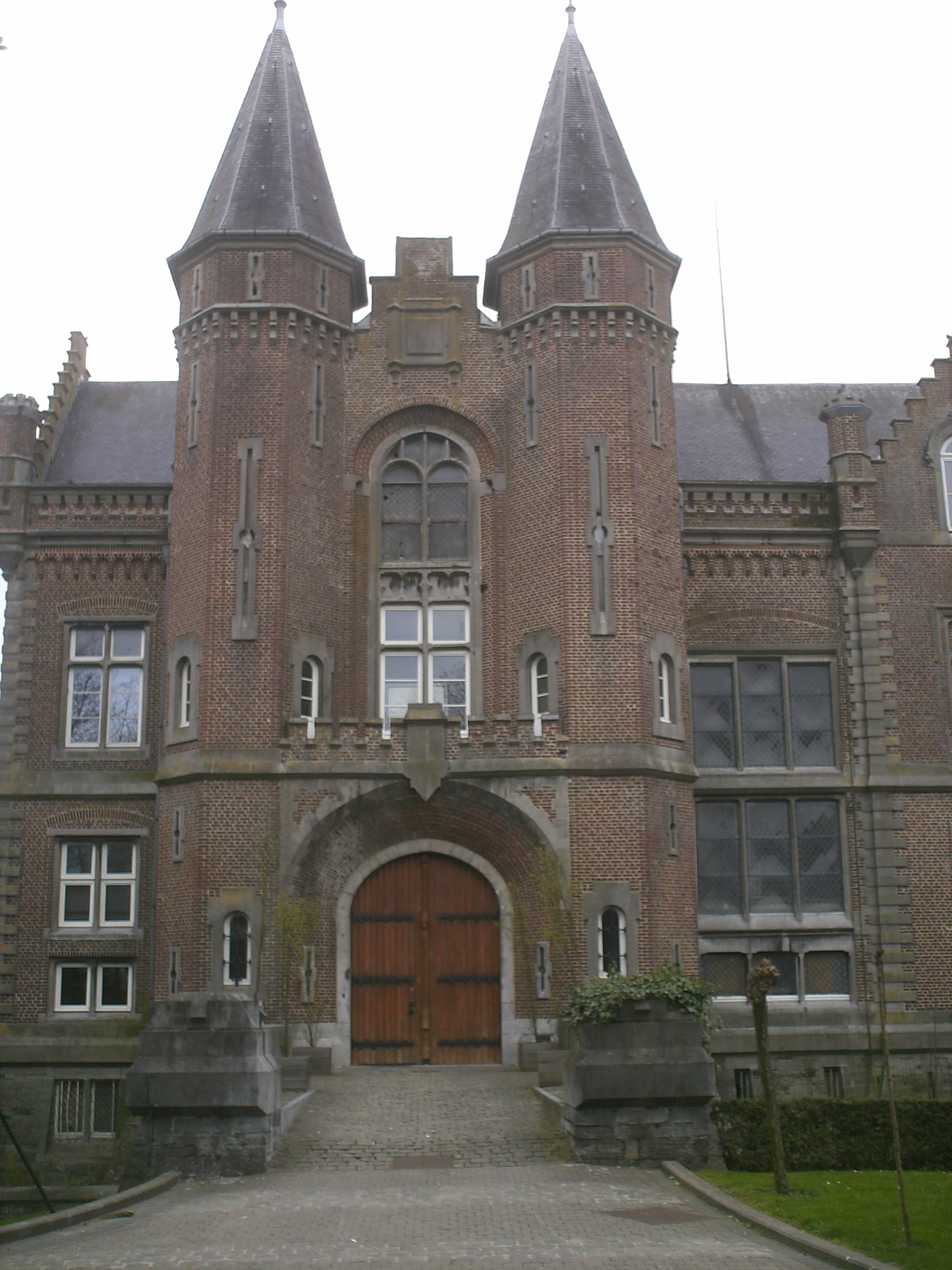